# 德川齊匡
德川齊匡（1779年6月3日—1848年7月8日），御三卿田安德川家第3代當主，江戶幕府第11代將軍德川家齊的異母弟。

## 生平
德川齊匡在安永八年四月十九（1779年6月3日）出生，是德川治濟的第五子，幼名慶之丞。天明七年六月十三（1787年7月27日）在御三家的德川宗睦（尾張家）與德川治保（水戶家）強烈反對下繼承處於明屋敷狀態達十四年的田安家，同年七月初五（1787年8月17日）開始在田安館居住。
寬政二年（1790年）慶之丞元服，接受將軍兼兄長德川家齊偏諱，改名齊匡，敘任從三位左近衛權中將兼右衛門督，到文化十年（1813年），他從將軍家迎來將軍家齊之子德川齊莊為養子。
天保八年（1837年）十月，齊匡升敘從一位，與其父親治濟一樣是少數能在生前獲得從一位官位的人。
齊匡與兄長家齊一樣有很多子女，也被家族內的財政困擾。雖然正室裕宮貞子育有嫡子匡時，但他卻在天保七年（1836年）因為體弱多病被幕府下令廢嫡，同時齊匡隱居，田安家家督就由養子齊莊繼承，後來齊莊出繼尾張家，田安家當主才由齊匡親生子慶賴繼承。
嘉永元年（1848年）他逝世，享年69歲。